# Wiosna Ludów na ziemiach polskich
Wiosna Ludów 1848 r. na ziemiach polskich – Wystąpienia niepodległościowe na ziemiach polskich zainspirowane „Wiosną Ludów”, jaka ogarnęła w 1848 r. Królestwo Prus, Cesarstwo Austrii, Związek Niemiecki, Włochy i Francję.

## Zabór pruski
Największy zasięg i znaczenie miało powstanie wielkopolskie, przygotowane przez Ludwika Mierosławskiego i Walentego Stefańskiego. Obaj powrócili z więzienia berlińskiego (Moabit), wobec rewolucji berlińskiej (rewolucja marcowa). W Poznaniu zawiązał się wtedy polski Komitet Narodowy, opanowany jednakże przez konserwatywne elity bogatych mieszczan i arystokracji. Wystąpili oni do władz pruskich jedynie o poszerzenie autonomii Wielkiego Księstwa Poznańskiego. Równocześnie Komitet starał się ograniczać spontaniczne wystąpienia zbrojne żywiołu polskiego. Natomiast Mierosławski namawiał nowy rząd pruski do wspólnego wystąpienia przeciwko Imperium Rosyjskiemu, w czym upatrywał możliwość powstania niepodległego państwa polskiego.
Liberalni ministrowie pruscy na wszystko pozornie się zgadzali. Jednak po wzmocnieniu wojsk pruskich w Poznańskiem, przystąpiono  do rozbrajania polskich oddziałów, tłumienia siłą  samorzutnych zbrojnych wystąpień chłopskich, a rząd pruski wycofał się z wcześniejszych ugodowych postanowień. Ostatecznie Mierosławski zrezygnował z dowództwa i nastąpiła kapitulacja resztek oddziałów polskich. Nie było już mowy o działaniach wojennych przeciwko Imperium Rosyjskiemu, Wielkie Księstwo Poznańskie włączono do Związku Niemieckiego, zniesiono jakąkolwiek  autonomię i zastosowano  represje wobec uczestników powstania i działaczy polskich.
Wiosna Ludów odbiła się również  echem na Śląsku, Pomorzu, Warmii, Mazurach i w Małopolsce. Na Śląsku chłopi domagali się stanowczo zniesienia ciężarów feudalnych oraz zachowania języka polskiego w kościołach, szkołach, urzędach i sądach. Także w miastach, tej najbardziej zurbanizowanej prowincji w Królestwie Prus, mnożyły się strajki robotnicze o poprawę warunków pracy, a liberalni mieszczanie domagali się większego udziału we władzach samorządowych i krajowych. Dużą rolę w utrzymaniu polskości Śląska odgrywała nieliczna inteligencja polska, głównie nauczyciele i księża. Wśród nich wyróżnili się Józef Lompa i Józef Szafranek.
Podobnie silny opór przeciwko poczynaniom germanizacyjnym stawiali Polacy na Pomorzu, Warmii i Mazurach. Mniej zaangażowani niż Poznaniacy w działalność powstańczą, prowadzili uporczywie wszechstronną pracę organiczną, związaną z utrwalaniem postaw demokratycznych i narodowych wśród polskiej ludności. Ostatecznie rząd pruski zniósł feudalną pańszczyznę na wsi i zezwolił na używanie języka polskiego w szkołach podstawowych.

## Zabór austriacki
W 1848 r. znacznie nasiliły się niepodległościowe tendencje także w zaborze austriackim. Podsycały je wieści o sukcesach rewolucji ludowych w Pradze i Wiedniu oraz upadku rządu Metternicha. 
Z Krakowa i Lwowa słano do cesarza petycje, żądające równości wobec prawa, wolności słowa, zwołania sejmu, zniesienia powinności poddańczych, a przede wszystkim pańszczyzny, wreszcie w sprawach narodowych - spolszczenia szkół i urzędów. Równocześnie w Krakowie utworzony został Komitet Narodowy, który przystąpił do organizowania Gwardii Narodowej.
Wówczas władze austriackie faktycznie zniosły pańszczyznę, jednak ostatecznie niepodległościowe wystąpienia Polaków zostały spacyfikowane, a polskie organizacje wojskowe rozbrojone.  